# Șubler

Ṣubler

Șublerul este un instrument de măsură a lungimii, folosit pentru a măsura cu o precizie de până la o sutime de milimetru, lungimea sau lățimea unui obiect, distanța între două planuri sau profunzimea unei găuri.
Șublerul este utilizat în general în mecanică pentru a măsura distanța dintre suprafețele opuse ale corpurilor.
Un șubler poate fi un simplu compas sau poate fi dotat de scală gradată pentru a putea citi măsura rilevata în mod imediat, cum este de exemplu șublerul cu cursor nonio, cunoscut și ca șublerul Vernier.
O rudă apropiată a șublerului este micrometrul (instrument mai precis decât șublerul), cunoscut și sub numele de șubler palonamic

## Șublerul compas
Acestea țin de două categorii, și anume - pentru exterior și pentru interior.
Șublerul compas este constituit din două brațe, având o formă adecvată uzului, cel pentru măsurarea interioarelor având extremitatea liberă a brațelor îndoită către exterior, iar cel folosit la măsurarea exterioarelor, având extremitatea liberă a brațelor îndoită către interior.
În mod normal acest tip de șubler nu poate fi citit imediat deoarece nu este dotat de scala gradată. Totuși, acest tip de instrument poate fi denumit instrument de măsură, deoarece permite compararea a două mărimi fizice.
În mod normal, acest tip de șubler este utilizat pentru a face confruntări rapide între măsuri interne sau externe, în funcție de caz, și însoțit de o riglă gradată pentru referință.
Acest tip de șubler se folosește închizând  sau  deschizând brațele instrumentului până când ele  ating suprafețele de controlat, după care se compară cu rigla gradată măsura obținută. În acest mod, cu acest tip de șubler se pot obține măsurări de mică precizie, cu o toleranță de până la 1mm. Dar, însoțit de un micrometru se pot face măsurări cu o toleranța de până la o sutime de milimetru.
Se pot defini două tipuri de șubler compas:
- șublerul compas simplu, ale cărui brațe sunt libere fara nici un sistem de blocaj
- șublerul cu arc, in schimb, este forțat a se deschide de către un arc de forma literei C, aplicat puțin deasupra punctului în care cele doua brațe se unesc, iar blocajul este realizat prin intermediul unui șurub care blochează deschiderea la o anumită cotă.
Acest tip de șubler este într-adevăr mai scump însă elimină problema menținerii cotei relevate în urma măsurarii.
ȘUBLERUL CU CURSOR

Șublerul cu cursor este constituit din două părți. Partea fixă, care încorporează și rigla gradată si partea mobilă sau mai simplu cursor. De aici și numele acestui instrument.
În acest caz, cursorul dispune de un sistem de blocaj, pentru a evita pierderea accidentală a cotei relevate. De obicei este folosit un șurub de blocaj pentru a împiedica mișcarea accidentala a cursorului.
CLASIFICARE IN FUNCȚIE DE UZ
Șublerul în fucție de uz, dispune de diferiți apendici (ex: ciocul șublerului), acest lucru ne permite împărțirea șublerelor in mai multe categorii:
- 1. extern, dotat de un cioc gândit pentru a măsura doi pereți, două planuri sau suprafete externe si diametral opuse, ale unui obiect.

2. intern, dotat de un cioc in formă de cuțit folosit pentru a masura doi pereți, planuri sau suprafețe interne si diametral opuse, ale unui obiect.
3. universal, acesta dispune de o serie ciocuri si apendici care permit efectuarea mai multor tipuri de măsurări. A fost inventat în 1631 păstrându-și aceiași formă pe care o cunoaștem astăzi. Se găsesc și în varianta cu display digital care nu are aceiași precizie micromilimetrica. Cele mai bune sunt produse de compania japoneză: Mitutoyo Co. 

## Componente și mod de utilizare
PARTILE COMPONENTE:
1 - rigla gradata
2 - șurub de fixare
3 - cursor
4 - șurub de blocare
5,6 - ciocuri scurte
7,8 - ciocuri lungi
9 - vernier
10 - dispozitiv de avans fin
11 - tija
MOD DE UTIZILARE:
1. Se prinde piesa de măsurat între ciocul riglei și cel al cursorului, lungimea care măsoara fiind egală cu distanța dintre suprafețe de măsurare ale ciocurilor.
2. Se citește numărul de milimetri de pe rigla gradată, depășiți de reperul "0" de pe vernier la care se adaugă o fracțiune calculată în felul următor: se observă a câta diviziune de pe vernier se aliniază cu una de pe riglă și se înmulțeste cu precizia de măsurare a șublerului.